# Viljo Rasila
Viljo Fridolf Rasila, född 22 januari 1926 i Ypäjä, död 30 juli 2023, var en finländsk historiker.
Rasila blev samhällsvetenskaplig doktor 1961, var biträdande professor 1969-1976 och professor i Finlands historia vid Tammerfors universitet 1976–1989 samt förste prorektor för universitetet 1984–1987.
I Finland profilerade sig yngre socialhistoriker genom att ge sig in på outforskade områden. Så skedde när forskare vid Tammerfors universitet under 1970- och 1980-talen etablerade en stark socialhistorisk forskningstradition under ledning av Rasila, vars undersökningar om finska inbördeskrigets sociala drivkrafter inspirerade till samhällshistoriska studier - denna grå zon mellan social och politisk historia. Rasila ägnade sig åt lokalhistorisk forskning och behandlade vidare bland annat arbetarkultur och torparväsendet. Genom sin forskning nyanserade han bilden av det torparväsendet och inbördeskriget. 
Rasila var huvudredaktör för det digra verket Suomen maatalouden historia 1 (2003) som skildrar det traditionella jordbrukets historia i Finland.